# Hyde, Jekyll, Me
Hyde, Jekyll, Me (hangul: 하이드 지킬, 나; rr: Haideu Jikil, Na) é uma telenovela sul-coreana exibida pela SBS de 21 de janeiro a 26 de março de 2015, estrelada por Hyun Bin e Han Jin-min. Ele baseia-se na webtoon Dr. Jekyll is Mr. Hyde por Lee Choong-ho.

## Enredo
Gu Seo-jin é um chaebol da terceira geração que administra o parque temático Wonder Land. Ele aparentemente tem tudo — olhares, inteligência e fortuna. Mas um incidente traumático em sua infância resultou em Seo-jin ter uma dupla personalidade — ao contrário de sua frieza habitual, ser cruel e recluso, a outra personalidade é o oposto, o doce e gentil Robin. Devido a isso, Seo-jin prometeu nunca namorar ou casar.
Seo-jin quer se livrar do espetáculo de circo no parque temático Wonder Land devido ao baixo volume de vendas de bilhetes e os elevados custos gerais, mas ele bate cabeça com a mestre de circo Jang Ha-na. Ha-na promete salvar o circo do fracasso e sonha em trazê-lo à sua antiga glória. Ela logo se apaixona por Robin.

## Elenco

### Elenco principal
- Hyun Bin como Gu Seo-jin/Robin
- Han Ji-min como Jang Ha-na
- Sung Joon como Yoon Tae-joo
- Lee Hyeri como Min Woo-jung

### Elenco de apoio
- Lee Seung-joon como Kwon Young-chan
- Han Sang-jin como Ryu Seung-yeon
- Shin Eun-jung como Kang Hee-ae
- Lee Deok-hwa como Gu Myung-han
- Kim Do-yeon como Han Joo-hee
- Kwak Hee-sung como Sung Seok-won
- Lee Se-na como Choi Seo-hee
- Lee Joon-hyuk como Na, oficial de polícia
- Moon Yeong-dong como Park Hee-bong
- Lee Won-keun como Lee Eun-chang
- Oh Na-ra como Cha Jin-joo
- Maeng Sang-hoon como Min, diretor

## Classificações
| N º de episódio | Data de transmissão original | Audiência média | Audiência média              | Audiência média | Audiência média              |
| N º de episódio | Data de transmissão original | TNmS Ratings    | TNmS Ratings                 | AGB Nielsen     | AGB Nielsen                  |
| N º de episódio | Data de transmissão original | Em todo o país  | Região Metropolitana de Seul | Em todo o país  | Região Metropolitana de Seul |
| --------------- | ---------------------------- | --------------- | ---------------------------- | --------------- | ---------------------------- |
| 1               | 21 de janeiro de 2015        | 10.2%           | 13.2%                        | 8.6%            | 9.6%                         |
| 2               | 22 de janeiro de 2015        | 8.8%            | 11.7%                        | 8.0%            | 8.6%                         |
| 3               | 28 de janeiro de 2015        | 7.2%            | 8.5%                         | 7.4%            | 8.6%                         |
| 4               | 29 de janeiro de 2015        | 7.7%            | 8.6%                         | 6.6%            | 7.1%                         |
| 5               | 4 de fevereiro de 2015       | 6.2%            | -                            | 5.9%            | 6.3%                         |
| 6               | 5 de fevereiro de 2015       | 6.7%            | -                            | 5.3%            | 5.4%                         |
| 7               | 11 de fevereiro de 2015      | 5.5%            | -                            | 5.1%            | 5.2%                         |
| 8               | 12 de fevereiro de 2015      | 6.9%            | -                            | 6.2%            | 7.0%                         |
| 9               | 18 de fevereiro de 2015      | 5.4%            | -                            | 4.7%            | 5.0%                         |
| 10              | 19 de fevereiro de 2015      | 5.5%            | -                            | 5.4%            | 5.3%                         |
| 11              | 25 de fevereiro de 2015      | 4.9%            | -                            | 5.6%            | 6.4%                         |
| 12              | 26 de fevereiro de 2015      | 5.7%            | -                            | 5.2%            | 5.6%                         |
| 13              | 4 de março de 2015           | 4.0%            | -                            | 3.8%            | 4.1%                         |
| 14              | 5 de março de 2015           | 5.3%            | -                            | 4.7%            | 4.6%                         |
| 15              | 11 de março de 2015          |                 |                              |                 |                              |
| 16              | 12 de março de 2015          |                 |                              |                 |                              |
| 17              | 18 de março de 2015          |                 |                              |                 |                              |
| 18              | 19 de março de 2015          |                 |                              |                 |                              |
| 19              | 25 de março de 2015          |                 |                              |                 |                              |
| 20              | 26 de março de 2015          |                 |                              |                 |                              |
| Média           |                              |                 |                              |                 |                              |

## Exibição
| País          | Emissora | Data de estreia       | Data de encerramento | Título          |
| ------------- | -------- | --------------------- | -------------------- | --------------- |
| Coreia do Sul | SBS      | 21 de janeiro de 2015 | 26 de março de 2015  | 하이드 지킬, 나 |